# Santa María Amajac (San Salvador)
Santa María Amajac es una localidad de México, localizada en el municipio de San Salvador en el estado de Hidalgo.

## Toponimia
Del náhuatl, Amaxactli, atl, agua, y de maxac, entresijo o horcajadura: “donde se divide el agua” o “donde se bifurca el agua”.

## Geografía
Se encuentra en la región geográfica del Valle del Mezquital. A la localidad le corresponden las coordenadas geográficas 20° 13’ 42.746” de latitud norte y 98° 59’ 54.112” de longitud oeste; con una altitud de 2001 m s. n. m. Cuenta con un clima semiseco templado.
En cuanto a fisiografía se encuentra en la provincia del Eje Neovolcanico, dentro de la subprovincia de Sierras y Llanuras de Querétaro e Hidalgo; su terreno es de llanura. En lo que respecta a la hidrografía se encuentra posicionado en la región del Pánuco, dentro de la cuenca del río Moctezuma, y en la subcuenca del río Actopan.

## Demografía
En 2020 registró una población de 1691 personas, lo que corresponde al 4.60 % de la población municipal. De los cuales 817 son hombres y 874 son mujeres.
| Gráfica de evolución demográfica de Santa María Amajac entre 1900 y 2020                     |
|                                                                                              |
| Población de los censos y conteos del Instituto Nacional de Estadística y Geografía (INEGI). |